# Saint-Germain-du-Puch
Saint-Germain-du-Puch è un comune francese di 2 102 abitanti situato nel dipartimento della Gironda nella regione della Nuova Aquitania.

## Società

### Evoluzione demografica
Abitanti censiti